# مایکل، برادر جری
مایکل، برادر جری (انگلیسی: Michael, Brother of Jerry) رمانی اثر جک لندن است.
این کتاب در سال ۱۹۱۷ توسط انتشارات مکمیلن در ایالات متحده آمریکا منتشر شده‌است.